# Nacerdinae
Nacerdinae (лат.) — подсемейство жуков из семейства узконадкрылок.

## Описание
Верхние челюсти раздвоены на вершине. Усики нитевидные. Жуки встречаются на цветках растений, питаются питаются пыльцой и нектаром. Некоторые представители рода Nacerdes ведут ночной образ жизни. Личинки развиваются в древесине, особенно в влажной разлагающейся древесине.

## Классификация
Подсемейство объединяет 58 видов. В составе подсемейства:
- триба: Ditylini Mulsant, 1858

- род: Chrysanthia Schmidt, 1844
- род: Diasclera Reitter, 1913
- род: Ditylus Fischer von Waldheim, 1817

- триба: Nacerdini Mulsant, 1858

- род: Anogcodes Dejean, 1834
- род: Nacerdes Dejean, 1834
- род: Opsimea Miller in Reitter, 1880
- род: Xanthochroa Schmidt, 1846